# 岡部陣屋
岡部陣屋（おかべじんや）は、埼玉県深谷市にあった陣屋。岡部藩の藩庁が置かれた。埼玉県指定旧跡。

## 概要
元今川家家臣で後に徳川家康に仕えた安部信勝が5200石を領し、その子信盛の代に加増をうけ、慶安2年（1649年）に1万石を加増され諸侯に列した。信之の代に2万200石、信友の代に2万2,200石となった。陣屋は信友の子信峯により築かれたが、それ以前より施設があったとされる。幕末の絵図が残り、陣屋は一部に土塁と空堀を巡らせていたとされるが、今は跡形もない。
幕末には砲術家の高島秋帆の身柄を預かっている。現在は陣屋址敷地に石碑がある。その後、明治維新まで安倍氏の在邑の際の宿館で、藩庁の場所であったが、慶応4年（1868年）、藩主信発が明治新政府側に自ら願い出て三河国半原藩（愛知県新城市）へ藩庁を移転したため、岡部陣屋は地方役所となった。版籍奉還後、半原より戻った家臣たちに払い下げられて、住宅地になっている。

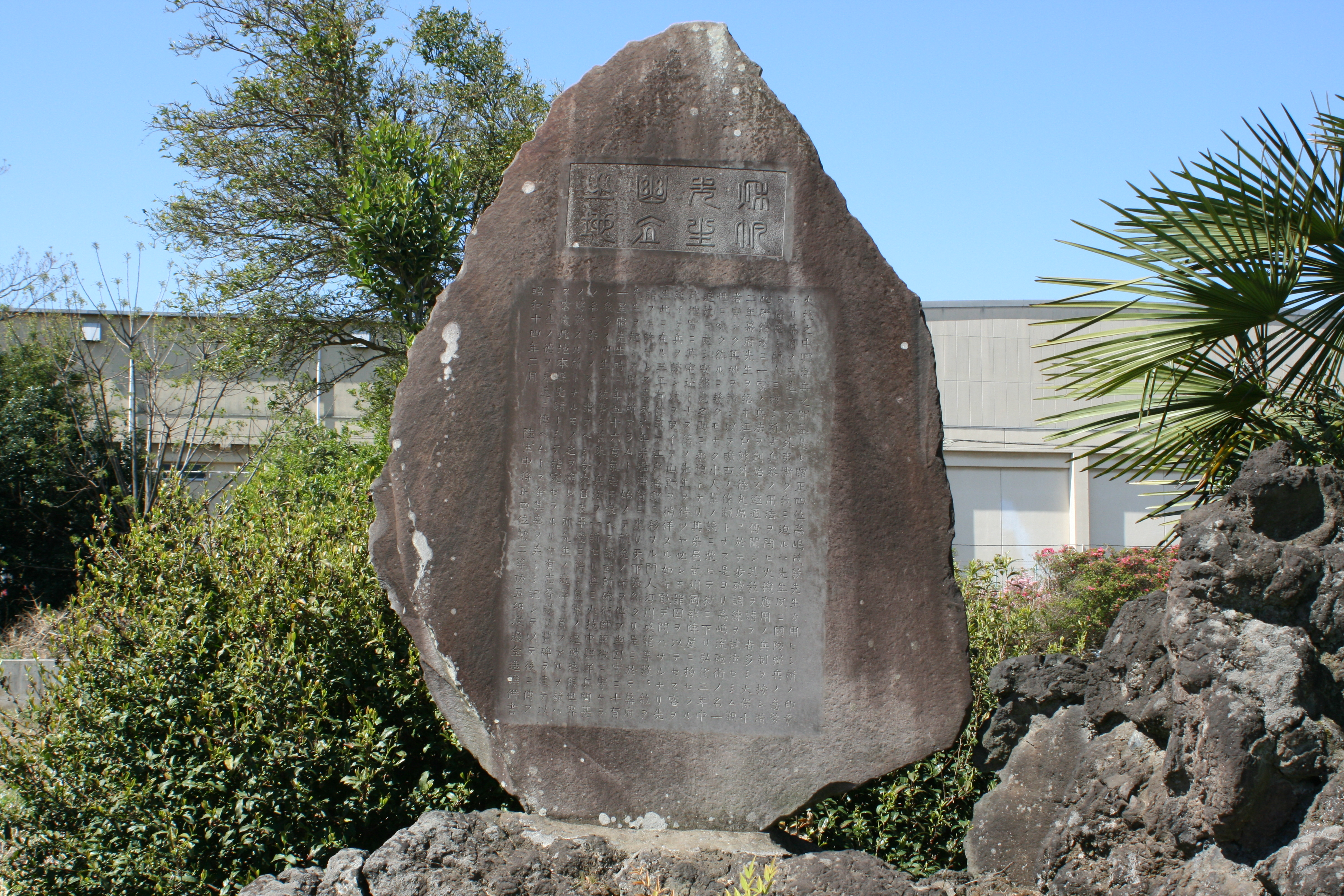
岡部陣屋跡「高島秋帆幽囚の地」石碑（埼玉県深谷市）

## 遺構
2層の長屋門が市内岡部町の全昌寺に桁行を切り詰めて移築されたが、行政機関等による記録調査もなされないまま解体された。地方通用門（深谷市指定文化財）は市内西島町に移築され現存する。若き渋沢栄一が「代官」若森久高に痛罵哄笑され、憤懣を抱えて潜った門とされる。